# Сторожук Валентина Петрівна
Валенти́на Петрі́вна Сторожу́к (Буздиган) нар. 1966, с. Білашки, Вінницька область — поетеса, прозаїк, дитяча письменниця, фольклористка, краєзнавець.

## Життєпис

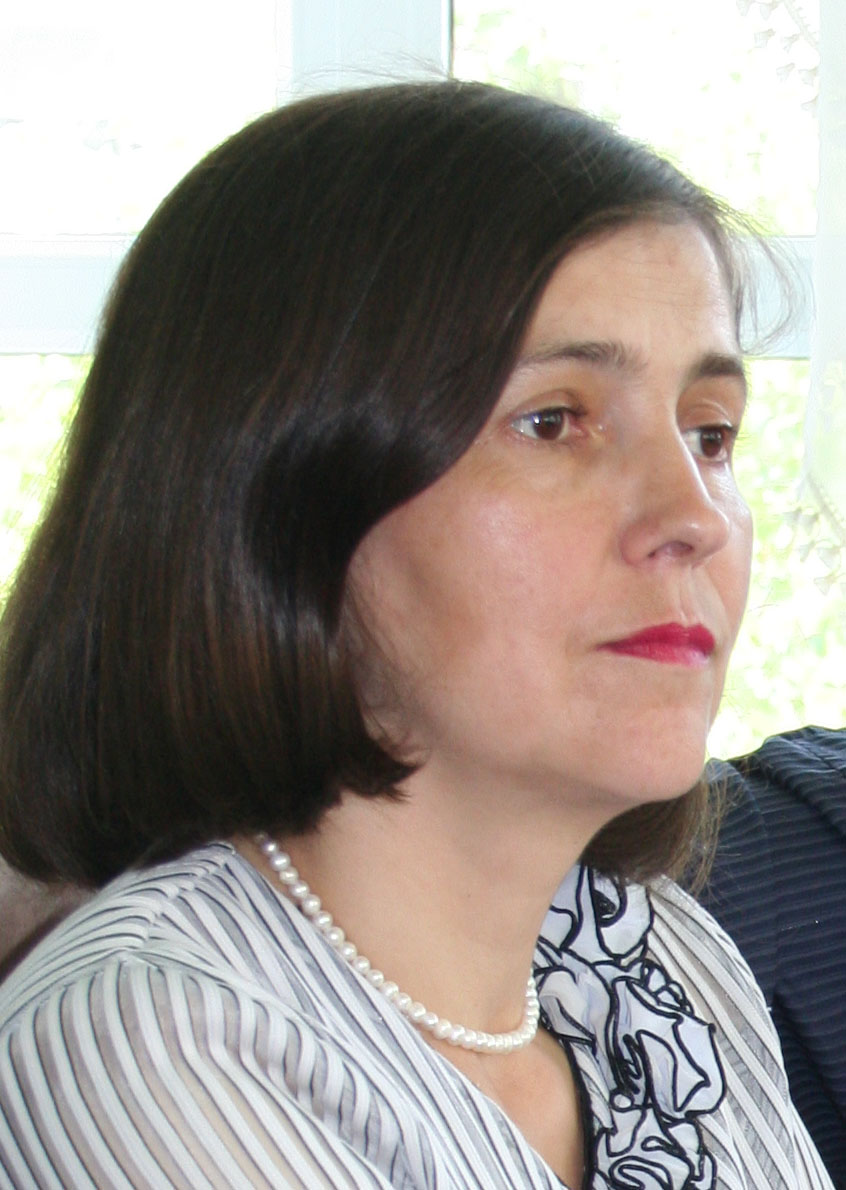
Валентина Сторожук

Народилася 28 березня 1966 року в с. Білашки, Вінницької області в селянській родині.
Навчалася в Білашківській восьмирічній школі.
Закінчила з відзнакою бухгалтерський відділ Вінницького технікуму громадського харчування (1984) та філологічний факультет Вінницького державного педінституту ім. М. Островського (1988).
Була науковим працівником Вінницького літературно-меморіального музею М. М. Коцюбинського (1990–2001), завідувачкою відділу організаційно-методичної та дозвіллєвої роботи Вінницького обласного центру народної творчості (2001–2010). З 2010 року — заступник головного редактора журналу «Вінницький край».
Живе в с. Сосонка Вінницького району Вінницької області.

## Літературна діяльність

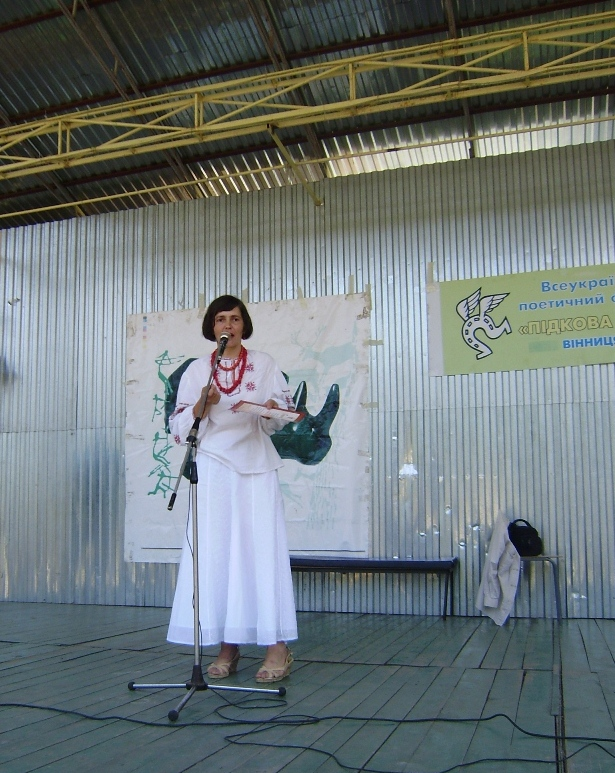
Валентина Сторожук на V Всеукраїнському фестивалі поезії «Підкова Пегаса», Вінниця, 2012

Вірші пише з-за шкільної парти, друкується з 1980 року. Авторка понад 10 книг поезій та прози; упорядник багатьох публікацій; редактор, автор передмови чи післямови трьох десятків поетичних, прозових, мистецьких та наукових видань.
Творчість Валентини Сторожук учителі-новатори області вивчають на уроках української літератури. Її вірші поклали на музику композитори Станіслав Городинський, Ральф Мархлевський, Василь Папаїка, Ольга Янушкевич, Володимир Косенко, Дмитро Шевчук, Василь Остапенко.
Казка «Рукавичка» увійшла до компакт-диска «З ведмедиком Клаптиком до школи: Навчально-пізнавальна програма для дітей дошкільного віку», випущеного фірмою «МЕД» у 2007 р. та до однойменного збірника (МПП «МЕД», 2008).
У своєму рідному селі Білашки Сторожук В. П. записала близько 500 прислів'їв і приказок, понад 200 повір'їв, весільний обряд, близько 300 пісень, 70 з яких вийшли окремим збірником «Червона калина, листячко зелене» (1992).
Член Національної спілки письменників України (1998) (належить до Вінницької обласної організації) та Національної спілки журналістів України (2009).

## Твори
Поетичні збірки:
- «Без тижня рік»

(1990);
- «Пам'ять Шипшини» (1999);
- «Дивина» (2002);
- «Сонцепоклонник: поетичний вінок Михайлові Коцюбинському» (2002);
- «Третя Пречиста» (2005);
- «Зелена Неділя» (2006);
- «Голос трави» (2010);
- «Я-ЗИЧНИЦЯ» (2015).

Проза:
- «Чорна черешня»: роман (2011);
- «Переклад із ластовиної» (2015).

Книги для дітей:
- «Рукавичка: стара казка на новий лад» (2005);
- «Сосонка» (2006);
- «Рятівник» (2009).

Поезії Валентини Сторожук увійшли до антологій «Стоголосся: Поетична антологія Вінниччини ХХ століття» (2002), «Книга про матір: Українська поезія ХІХ-ХХІ століть» (2003), «Квіт подільського слова: Антологія творів сучасних поетів Вінниччини» (2006, 2010), «Краса України» (2006), хрестоматії з літератури рідного краю «Подільські криниці. Випуск третій» (2006), альманахів «Подільське перевесло» (2008, 2009), «Собор» (2008), «Подільські джерела» (2011) та ін.

## Нагороди і почесні звання
- Заслужений працівник культури України (2006).

Лауреат вінницької обласної молодіжної премії ім. М. Трублаїні  (1989), всеукраїнських літературних премій ім. Михайла Коцюбинського (2000), ім. Є. Гуцала (2002), «Благовіст» (2006), літературно-мистецької ім. Марка Вовчка (2007), ім. М. Стельмаха журналу «Вінницький край» (2010), літературної премії ім. А. Бортняка (2013).
- Літературно-мистецька премія імені Володимира Забаштанського (2019)[6]